# Alfonso Signorini

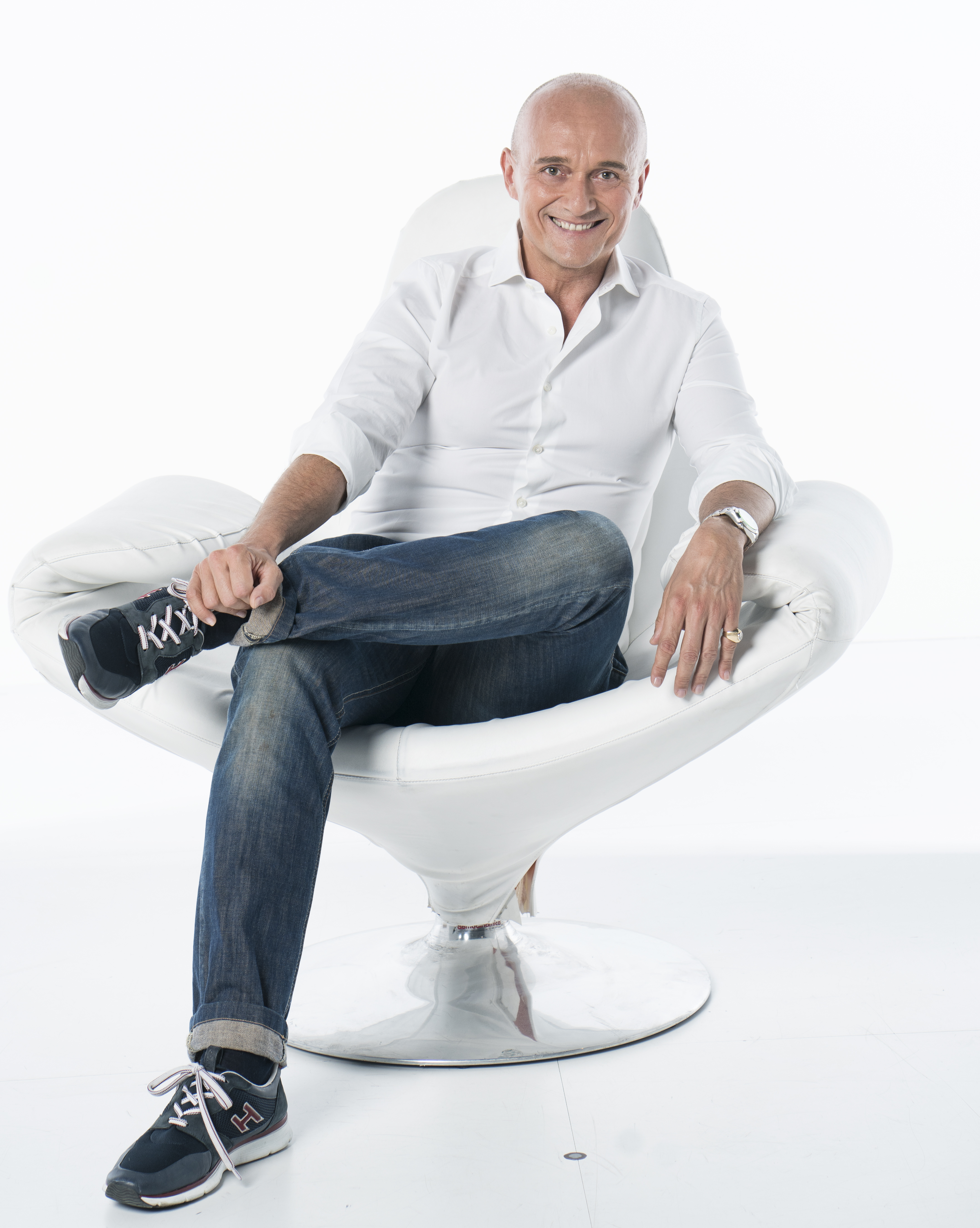
Alfonso Signorini vào 2009

Alfonso Signorini (sinh ngày 7 tháng 4 năm 1964) là một người dẫn chương trình truyền hình và nhà báo người Ý.

## Tiểu sử
Signilian được sinh ra ở Milano. Ông đã đính hôn với Paolo Galimberti.

### Truyền hình
- Chiambretti c'è (Rai 2, 2002)
- L'isola dei famosi (Rai 2, 2003-2007)
- Markette (La7, 2004-2008)
- Ritorno al presente (Rai 1, 2005)
- Verissimo (Canale 5, 2006-2012)[2]
- Scherzi a parte (Canale 5, 2007)
- Grande Fratello (Canale 5, 2008-2012)
- Maurizio Costanzo Show (Canale 5, 2009)
- Kalispéra! (Canale 5, 2010-2011)
- La notte degli chef (Canale 5, 2011)
- Opera on Ice (Canale 5, 2011-2012)
- Studio 5 (Canale 5, 2013)
- Grande Fratello VIP (Canale 5), 2016-)

### Sách
- Costantino desnudo, s.l., Maestrale Company-Lele Mora, 2004. ISBN 88-18-01715-2
- Il Signorini. Chi c'è c'è, chi non c'è s'incazza, Milano, Mondadori, 2006. ISBN 88-04-55930-6
- Troppo fiera, troppo fragile. Il romanzo della Callas, Milano, Mondadori, 2007. ISBN 9788804571841
- Chanel. Una vita da favola, Milano, Mondadori, 2009. ISBN 9788804583738
- Blu come il sangue. Storie di delitti nell'alta società, con Massimo Picozzi, Milano, Mondadori, 2010. ISBN 9788804594857
- Marylin. Vivere e morire d'amore, Milano, Mondadori, 2010. ISBN 9788804598121
- L'altra parte di me, Milano, Mondadori, 2015. ISBN 9788804646259
- Ciò che non muore mai. Il romanzo di Chopin, Milano, Mondadori, 2017.